# Зезери
Зезери (на португалски: Rio Zêzere) е река в Централна Португалия (окръзи Гуарда, Кащелу Бранку, Куимбра, Лейлия и Сантарем), десен приток на Тахо. Дължината ѝ е 242 km (най-дългата изцяло португалска река), а площта на водосборния ѝ басейн е 5043 km².

## Географска характеристика
Река Зезери води началото си на 1547 m н.в. от най-високата част на планината Сера да Ещрела (най-високата планина на Португалия), в югозападната част част на окръг Гуарда. В началото тече на север, след това завива на изток и югозапад и запазва това генерално направление до устието си. С изключение на последните 15 km от течението си Зезери е типична планинска река с тясна и дълбока долина и бързо течение. След изтичането си от последния (най-долен) язовир „Кащелу ду Боди“ 15 km тече през северната част на Португалската низина и се влива отдясно в река Тахо, на 14 m н.в., при град Констанция в окръг Сантарем.
Площта на водосборния басейн на река Зезери възлиза на 5043 km², което представлява 6,26% от водосборния басейн на река Тахо. На запад, север и североизток водосборният басейн на Зезери граничи с водосборните басейни на реките Мондегу, Дуеро и други по-малки, вливащи се в Атлантическия океан, а на югоизток – с водосборните басейни на реките Риу Торту, Понсул, Окреза и други по-малки, десни притоци на Тахо.
Основни притоци:
- леви – Гая, Меймоа, Сертан, Ижна;
- десни – Пампкльоза, Алжи, Набан.

Река Зезери има предимно дъждовно подхранване с ясно изразено зимно пълноводие и лятно маловодие.

## Стопанско значение, селища
Река Зезери има важно хидроенергийно значение. В течението ѝ е изградена каскада от три язовира – „Кабрил“ (20 km²), „Боуча“ (5 km²) и „Кащелу ду Бонди“ (33 km²) с мощни ВЕЦ-ове в основата на преградните им стени, които произвеждат над 700 млн. квтч електроенергия годишно.
Долината на Зезери поради планинския си характер е слабо заселена, като преобладават предимно малки селища, като най-голямото от тях е град Белмонти в окръг Кащелу Бранку.